# Peridea trepida
Peridea trepida är en fjärilsart som beskrevs av Eugen Johann Christoph Esper 1786. Peridea trepida ingår i släktet Peridea och familjen tandspinnare. Inga underarter finns listade i Catalogue of Life.